# Christophe Badoux
Christophe Badoux (* 7. März 1964 in Barbourville, Kentucky, USA; † 28. Oktober 2016) war ein Schweizer Comiczeichner und Illustrator. Er lebte mit seiner Frau – der Musikerin Nadja Zela – und zwei gemeinsamen Kindern in Zürich und arbeitete im Atelier des Comic-Magazins Strapazin.
Nach Bekanntwerden seines Todes verabschiedeten sich die Fans bei einem Europa-League-Spiel des FC Zürich mit einer Schweigeminute und Transparenten.

## Werk
Badoux zeichnete seit 1991 für verschiedene Zeitungen und Zeitschriften sowie Schulbücher Illustrationen. So zum Beispiel für Die Wochenzeitung und die Neue Zürcher Zeitung und im Comic-Magazin Strapazin. 2007 bis 2009 veröffentlichte er für das Reisemagazin „via“ regelmässig einen Comic-Strip, im Magazin Bolero illustrierte er von 2002 bis 2010 insbesondere die Kolumne von Kurt Aeschbacher, seit 2005 publizierte Badoux im Velojournal.
Gleichzeitig veröffentlichte er seit 1999 regelmässig Comic-Bände. Das Debüt „Bupo Schoch“ zeigte sich als überaus detailreich, „ich wollte mich beweisen“, so Badoux. Mit den Co-Autoren Jürg Brändli und Kabarettist Beat Schlatter erzählte er die haarsträubende Geschichte eines Bundespolizisten, der gegen mordende Gartenzwerge ermittelt. Das vorerst als Film geplante Comic-Abenteuer erregte Aufsehen in der Schweiz als „unterhaltsame Krimikomödie“ für „das breite und Happy-End liebende Publikum“. Weitere Medien in der Schweiz und Deutschland lobten den Bildband einhellig “als spannender Comic, hinter dessen skurriler und phantasievoller Handlung sich witzige Anspielungen auf reale Personen und viel Politsatire verstecken”, als „witziges Bundesstaatsdelirium für Nanologen“ und „wunderbar groteskes Stück“.
2006 thematisierte Badoux in „Fatmas fantastische Reise“ die seltene Gehirnkrankheit Moyamoya als Trip durch den menschlichen Körper. Das Buch richtete sich speziell an betroffene Kinder ab 10 Jahren, und dies, so Medien, in “verblüffend fesselnd, voller witziger Details und überaus einladend”. Der Comic – herausgegeben von der Neurochirurgin Nadja Khan – sei “eine Hommage an die Ligne Claire und ein Bekenntnis zur Narrativität des Comics. Aber zuallererst (…) Trost.”
2008 erschien seine Künstlerbiografie „Klee“ über Paul Klee im Auftrag des Zentrum Paul Klee in Comicform. “Bei aller historischen Akkuratesse (…) atmet der Bildband zeichnerische Gelassenheit aus. Und ein fast filmisches Gespür für dramatische Momente”. “Dass er zudem berühmte Klee-Bilder in seine eigene Optik übersetzt, macht aus dem Buch selber ein Kunstwerk”. “Diese Vielschichtigkeit macht aus „Klee“ eine auch für Erwachsene angenehme Lektüre”.
Im Januar 2010 erschien sein viertes Comicalbum „Die fünfte Variable“. Die Gesellschaftssatire über den Generationenkonflikt, die Polizei und das Schweizer Pensionskassensystem entstand im Auftrag von Avenir Suisse, und “vermittelt anschaulich Grundlagenwissen (…) spitzt bewusst den drohenden Streit zwischen Jung und Alt zu”
Im August 2011 veröffentlichte Badoux mit der Schriftstellerin Angelika Waldis das Kinderbuch „Der unheimliche Stein“ im Atlantis-Verlag. Dieses erhielt ebenfalls Lob: “Eine unheimlich spannende Geschichte von einem Zauberstein, der Sachen zum Verschwinden bringen kann” urteilten Medien, und „witzig illustrierte Geschichte über die Schattenseiten der Zauberei“ oder “attraktiv in Szene gesetzt, halb Bildergeschichte, halb Kinderroman”.
2012 erschien „Per Fahrrad durch die Galaxis“, in den Comicstrips erzählt er “mit Humor vom Alltag der Nutzer und interpretiert dazu die Geschichte des Zweirades völlig neu!”. „Dabei begegnet man überaus sorgfältig gezeichneten Witzen – oft auch Sprachwitzen –, die von einer profunden Kenntnis der Materie zeugen“.
2013 fungierte Badoux als Co-Kurator der Ausstellung „Al-Comix al-Arabi“ für das Luzerner Comic-Festival Fumetto und stellte im Rahmen der Solothurner Literaturtage unter dem Titel „Graphic Novels – Narrative Comics“ gemeinsam mit andern Zeichner aus.
Ab April 2010 veröffentlichte er zudem gemeinsam mit Autor Marcel Gamma Comic-Strips rund um den FC-Zürich-Fan „Stan the Hooligan“ online, vorher erschien der Comic seit 2004 im FC Zürich-Fanzine „Igang 3“. Im September 2014 erschien „Bier, Pyro und Daleo“, das erste Buch, das ausschließlich der Figur gewidmet war. Es beinhaltete die besten Strips seit 2004 und viele neue. Finanziert wurde es in einer Crowdfunding-Kampagne: „Jetzt erobert «Stan The Hooligan» auch die Buchläden. Dank viel Spendengeld aus der Bevölkerung“, berichtete die Basellandschaftliche Zeitung. „Die Initianten des Comicbands hatten die angepeilten 11 000 Franken in nur vier Tagen zusammen. So schnell hat noch niemand sein Projekt finanziert bekommen“, so die Annabelle.
Inhaltlich erhielt das Buch schon viel Lob vorab: „Frech, sinnig und eigenwillig humorvoll“, so der Tages-Anzeiger. „Weil das Ganze von der Wirklichkeit nur abgeschaut und in lustige Comics übersetzt ist“, unterhält man sich bestens mit Stan, so die NZZ am Sonntag. und im Berner Bund stand: „Stan ist Kult“.
2016 erschien das Buch "Krank geschrieben", eine Sammlung von Comics rund um die Welt der Ärzte.

## Weitere Tätigkeiten
Badoux arbeitete ab 2003 als Dozent an der Abteilung für Gestaltung und Kunst der Hochschule Luzern. Im Januar 2012 zeichnete er verantwortlich für den Animationsfilm „The Hole“, der als Videoclip zur gleichnamigen Single der Musikerin Nadja Zela entstand. 2012 veröffentlichte die Schweizer Kinderband Silberbüx ein Liederheft illustriert mit Bildern von Badoux.

## Stil
Badoux zeichnete im Stil der Ligne claire, der von Hergé eingeführt wurde und den er sich während eines 8-jährigen Paris-Aufenthaltes aneignete. “Ich kenne Hergé in- und auswendig, aber auch Künstler wie Hugo Pratt oder Moebius”. Er werde, so eine Zeitschrift, "von seinen Fans wegen seines klaren Stils auch „Hergé der Schweiz“ genannt". „Eindrücklich die klare, geometrisierende Linie, die Reduktion der Details und gleichzeitig die Genauigkeit historischer Zeugnisse (…)“, so die Solothurner Zeitung.

## Comics
- Bupo Schoch – Operation Roter Zipfel (mit Jürg Brändli, Beat Schlatter), 1999 Edition Moderne
- Fatmas Fantastische Reise (mit Nadja Khan), 2006 Edition Moderne
- Klee, 2008 Edition Moderne
- Cricket etc. in When Kulbhushan meets Stöckli, 2009 Phantomville/Edition Moderne
- Die fünfte Variable, 2010 Edition Moderne / Castagniééé ISBN 978-3-03731-055-7
- Der unheimliche Stein (mit Angelika Waldis), 2011 Atlantis Verlag ISBN 978-3-7152-0618-9
- Per Fahrrad durch die Galaxis, 2012 Edition Moderne ISBN 978-3-03731-092-2
- Das Chancenplus war ausgeglichen (diverse Illustrationen), Hg. Wolfgang Bortlik, 2012 Knapp Verlag: ISBN 978-3-905848-60-1
- Stan the Hooligan: Bier, Pyro und Daleo (mit Marcel Gamma), 2014 Edition Moderne ISBN 978-3-03731-129-5
- Krank geschrieben, 2016 Edition Moderne ISBN 978-3-03731-153-0

## Ausstellungen
- Basel, Cartoon Museum 2013 in: „Die Abenteuer der Ligne claire“
- Abu Dhabi International Book Fair, 2012
- Luzern (Fumetto), 2008, 2009, 2012
- Tétouan (Festival International de la Bande Dessinée), 2008
- Algier (1er Festival BD), 2008
- Neu-Delhi (Lupe), 2008
- Moskau (Kommissian Comic Festival), 2009
- Solothurn, Solothurner Literaturtage, 2013
- Zürich, 2005, 2009

## Weitere Werke
- Silberbüx: Liederheft, mit Bildern von Badoux, Belp b. Bern, Helbling-Verlag, 2012, ISBN 978-3-03739-286-7

## Auszeichnungen
- Werkjahr der Stadt Zürich 2009 (Bereich Comic)
- Zeichner des Jahres der STC 2008